# Hylomys parvus
El gimnuro enano (Hylomys parvus) es una especie de mamífero erinaceomorfo de la familia Erinaceidae. Es un gimnuro que solo vive en el Monte Kerinci de Sumatra (Indonesia). Está listado por la Unión Internacional para la Conservación de la Naturaleza como especie en estado de conservación vulnerable debido a su reducido ámbito de distribución.
Fue descrito como taxón distinto por primera vez en 1916, pero no se le consideró una especie válida hasta que se le examinó con más detalle en 1994.
Es un animal pequeño que solo mide 10-13 cm y con mal olor, especialmente cuando se siente amenazado. Tiene una longevidad media de dos años y el periodo de gestación dura 30-35 días.